# Liste des planètes de Doctor Who
 (juin 2017).
Si vous disposez d'ouvrages ou d'articles de référence ou si vous connaissez des sites web de qualité traitant du thème abordé ici, merci de compléter l'article en donnant les références utiles à sa vérifiabilité et en les liant à la section « Notes et références ».
La série britannique Doctor Who propose au spectateur de voir le personnage principal, Le Docteur, voyager dans l'espace et le temps avec ses compagnons, ses assistants. Cette page propose donc une liste la plus exhaustive possible des planètes (fictionnelles ou non) qui sont apparues dans la série, ou dont une référence bien précise a été faite. Le classement se fait par ordre chronologique d'apparition dans la série.

## Premier Docteur
| Nom de la planète                             | Première apparition/mention | Scénariste                             | Espèces trouvables            | Habitants notables                              | Nombre d'apparitions |
| --------------------------------------------- | --------------------------- | -------------------------------------- | ----------------------------- | ----------------------------------------------- | -------------------- |
| Terre (dite Ravalox, Orpheline 55 ou Sol III) | An Unearthly Child (1963)   | Anthony Coburn (en), C. E. Webber (en) | Humains                       | Compagnons du Docteur, UNIT, Torchwood          |                      |
| Skaro                                         | An Unearthly Child (1963)   | Anthony Coburn (en), C. E. Webber (en) | Daleks, Thals, Dals et Kaleds | Davros, le Dalek suprême, l'empereur des Daleks |                      |
| Mondas (en)                                   | The Tenth Planet (1966)     | Kit Pedler, Gerry Davis                | Mondasiens, Cybermen          | Cyber-monarques, le Cyberleader                 |                      |

## Deuxième Docteur
| Nom de la planète | Première apparition/mention | Scénariste                    | Espèces trouvables | Habitants notables | Nombre d'apparitions |
| ----------------- | --------------------------- | ----------------------------- | ------------------ | --- | -------------------- |
| Gallifrey         | The War Games (1969)        | Malcolm Hulke, Terrance Dicks | Seigneurs du Temps | Le Docteur, le Maître, la Rani, Omega, Rassilon, Borusa, Romana, le Moine, le Corsaire, Drax, Rodan, Andred, Damon, l'Enfant intemporel | 12                   |

## Troisième Docteur
| Nom de la planète | Première apparition/mention | Scénariste    | Espèces trouvables | Habitants notables                        | Nombre d'apparitions |
| ----------------- | --------------------------- | ------------- | ------------------ | ----------------------------------------- | -------------------- |
| Sontar            | The Time Warrior (1973)     | Robert Holmes | Sontariens         | Linx, major Styre, commandant Stor, Strax | 2                    |

## Quatrième Docteur
| Nom de la planète     | Première apparition/mention  | Scénariste             | Espèces trouvables                         | Habitants notables                                             | Nombre d'apparitions |
| --------------------- | ---------------------------- | ---------------------- | ------------------------------------------ | -------------------------------------------------------------- | -------------------- |
| Phæster Osiris        | Pyramids of Mars (1975)      | Stephen Harris         | Osiriens                                   | Horus, Sutekh le destructeur                                   | 1                    |
| Karn                  | The Brain of Morbius (1976)  | Robin Bland            | Seigneurs du Temps, Sœurs de Karn, Humains | Dame Maren, Dame Ohica, Dame Ohila, Dr Mehendri Solon, Morbius | 3                    |
| Calufrax              | The Pirate Planet (1978)     | Douglas Adams          | inconnu                                    | inconnu                                                        | 1                    |
| Atrios                | The Armageddon Factor (1979) | Bob Baker, Dave Martin | Atrions                                    | princesse Astra, le Maréchal, Dr Merak                         | 1                    |
| Zeos                  | The Armageddon Factor (1979) | Bob Baker, Dave Martin | Zéons                                      | le Mentalis                                                    | 1                    |
| La planète de l'Ombre | The Armageddon Factor (1979) | Bob Baker, Dave Martin | inconnu                                    | l'Ombre, Drax, le Gardien Noir                                 | 1                    |

## Sixième Docteur
| Nom de la planète | Première apparition/mention     | Scénariste        | Espèces trouvables   | Habitants notables            | Nombre d'apparitions |
| ----------------- | ------------------------------- | ----------------- | -------------------- | ----------------------------- | -------------------- |
| Titan III         | The Twin Dilemma (1984)         | Anthony Steven    | désormais inhabitées | Lieutenant Lang               | 1                    |
| Jaconda           | The Twin Dilemma (1984)         | Anthony Steven    | désormais inhabitées | Azmaël, Mestor                | 1                    |
| Varos             | Vengeance on Varos (1985)       | Philip Martin     | Varosiens            | Le gouverneur, Sil            | 1                    |
| Karfel            | Timelash (1985)                 | Glen McCoy        | Karfelions, Morlox   | Le Borad, Mykros, Tekker      | 1                    |
| Necros            | Revelation of the Daleks (1985) | Eric Saward       | Daleks, Humains      | Davros, Dr Arthur Stengos     | 1                    |
| Salostophus       | The Mysterious Planet (1986)    | Robert Holmes     | Humains              | Sabalom Glitz                 | 1                    |
| Thoros Bêta       | Mindwarp (1986)                 | Philip Martin     | Humains              | Sil, Crozier, Kiv, Peri Brown | 1                    |
| Thordon           | Mindwarp (1986)                 | Philip Martin     | Kronteps, Vingtens   | Roi Yrcanos                   | 1                    |
| Mogar             | Terror of the Vervoids (1986)   | Pip et Jane Baker | Mogariens            | inconnu                       | 1                    |
| Lakertya          | Time and the Rani (1986)        | Pip et Jane Baker | Lakertyens, Tetraps  | Ikona, la Rani                | 1                    |

## Neuvième Docteur
| Nom de la planète       | Première apparition/mention     | Scénariste      | Espèces trouvables                  | Habitants notables | Nombre d'apparitions |
| ----------------------- | ------------------------------- | --------------- | ----------------------------------- | ------------------ | -------------------- |
| Raxacoricofallapatorius | L'Humanité en péril (2005)      | Russel T Davies | Raxacoricofallapatoriens, Slitheens | Slitheens          | 2                    |
| Femme-en-larmes         | L'Explosion de Cardiff (2005)   | Russel T Davies | inconnu                             | inconnu            | 1                    |
| Barcelone               | À la croisée des chemins (2005) | Russel T Davies | inconnu                             | inconnu            | 2                    |

## Dixième Docteur
| Nom de la planète       | Première apparition/mention                  | Scénariste                      | Espèces trouvables            | Habitants notables                                                                    | Nombre d'apparitions |
| ----------------------- | -------------------------------------------- | ------------------------------- | ----------------------------- | ------------------------------------------------------------------------------------- | -------------------- |
| Nouvelle Terre          | Une nouvelle Terre (2006)                    | Russell T Davies                | Catkind, Humains              | Face de Boe, Novice Hame, Matrone Casp                                                | 2                    |
| Krop-Tor                | La Planète du Diable, première partie (2006) | Matt Jones (en)                 | Oods (en), Humains, le Diable | Zachary Cross Flane, Ida Scott, M. Jefferson, Toby Zed, Danny Bartock, Scooti Manista | 2                    |
| Padrivole               | La Loi des Judoons (2007)                    | Russel T Davies                 | inconnu                       | Princesse de la neuvième régence                                                      | 1                    |
| Rexel IV                | Peines d'amour gagnées (2007)                | Gareth Roberts                  | Carrionnites                  | Lilith, Bloodtide, Doomfinger                                                         | 1                    |
| Malcassairo             | Utopia (2007)                                | Russell T Davies                | Malmooths, humains            | Chan-To, le Maître                                                                    | 2                    |
| Utopia                  | Utopia (2007)                                |                                 | inhabitée                     | inhabitée                                                                             | 2                    |
| Sto                     | Une croisière autour de la Terre (2009)      | Russel T Davies                 | Zocci, Humains                | Astrid Peth, M. et Mme Van Hoff, Max Capricorne                                       | 1                    |
| Pyrovilia               | La Chute de Pompéi (2008)                    | James Moran                     | Pyroviles                     |                                                                                       | 2                    |
| Ood-Sphère              | Le Chant des Oods (2008)                     | Keith Temple                    | Oods, Humains                 | Ood-Sigma, Klineman Halpen, Solana Mercurio, Dr Ryder                                 | 1                    |
| Messaline               | La Fille du Docteur (2008)                   | Stephen Greenhorn               | Haths, Humains                | général Cobb, Cline, Jenny                                                            | 1                    |
| La Bibliothèque (CAL)   | Bibliothèque des ombres (2008)               | Steven Moffat                   | Vashta Nerada, Humains        | Charlotte Abigail Lux                                                                 | 2                    |
| Minuit                  | Un passager de trop (2008)                   | Russel T Davies                 | inhabitées                    | inhabitées                                                                            | 1                    |
| Callufrax Minorr        | La Terre volée (2008)                        | Russel T Davies                 | inhabitées                    | inhabitées                                                                            | 1                    |
| Jahoo                   | La Terre volée (2008)                        | Russel T Davies                 | inhabitées                    | inhabitées                                                                            | 1                    |
| Shallacatop             | La Terre volée (2008)                        | Russel T Davies                 | inhabitées                    | inhabitées                                                                            | 1                    |
| Clom                    | La Terre volée (2008)                        | Russel T Davies                 | Abzorbaloffiens               | "Victor Kennedy"                                                                      | 2                    |
| Poosh et sa Lune perdue | La Terre volée (2008)                        | Russel T Davies                 | inconnu                       | inconnu                                                                               | 1                    |
| Melissa Majoria         | La Terre volée (2008)                        | Russel T Davies                 | Abeilles                      | inconnu                                                                               | 1                    |
| Culbuto                 | La Terre volée (2008)                        | Russel T Davies                 | inconnu                       | inconnu                                                                               | 1                    |
| San Helios              | Planète morte (2009)                         | Russel T Davies, Gareth Roberts | Tritovores, San Héliens       | inconnu                                                                               | 2                    |
| Vinvocci                | La Prophétie de Noël (2009)                  | Russel T Davies                 | Vinvocci                      | Dr Addams, Dr Rossiter                                                                | 2                    |

## Onzième Docteur
| Nom de la planète | Première apparition/mention                     | Scénariste      | Espèces trouvables                                                                             | Habitants notables                                           | Nombre d'apparitions |
| ----------------- | ----------------------------------------------- | --------------- | ---------------------------------------------------------------------------------------------- | ------------------------------------------------------------ | -------------------- |
| Delirium          | Le Labyrinthe des Anges, première partie (2010) | Steven Moffat   | Aplans, Humains                                                                                | inconnu                                                      |                      |
| Alfava Metraxis   | Le Labyrinthe des Anges, première partie (2010) | Steven Moffat   | Aplans, Humains                                                                                | inconnu                                                      | 2                    |
| Saturnyne         | Les Vampires de Venise (2010)                   | Toby Whithouse  | Saturnyniens (sœurs du monde aquatique)                                                        | Rosanna Calvierri, Francesco Calvierri                       | 1                    |
| Planète Zéro      | La Pandorica s'ouvre, première partie (2010)    | Chris Chibnall  | inconnu                                                                                        | inconnu                                                      | 1                    |
| Le Foyer          | L'Âme du TARDIS (2011)                          | Neil Gaiman     | Seigneurs du Temps, Humains                                                                    | Idris, l'Oncle, Tatie, le Foyer                              | 1                    |
| Ravan-Skala       | Le Complexe divin (2011)                        | Toby Whithouse  | Géants                                                                                         | inconnu                                                      | 1                    |
| Tivoli            | Le Complexe divin (2011)                        | Toby Whithouse  | Tivoliens, l'armée du Roi-Pêcheur, Arcateeniens                                                | Roi-Pêcheur, Gibbis, Albar Prentis                           | 3                    |
| Calisto b         | Le Mariage de River Song (2011)                 | Steven Moffat   | Humains                                                                                        | inconnu                                                      |                      |
| Trenzalore        | Le Mariage de River Song (2011)                 | Steven Moffat   | Seigneurs du Temps, Humains                                                                    | le Docteur                                                   | 2                    |
| Apalapucia        | La Fille qui attendait (2012)                   | Tom MacRae (en) | Androïdes, Humains                                                                             | Amy Pond                                                     | 1                    |
| Androzani Major   | Le Docteur, la Veuve et la Forêt de Noël (2012) | Steven Moffat   | Sapins intelligents, Humains                                                                   | Le roi et la reine de la forêt                               | 1                    |
| L'Asile           | L'Asile des Daleks (2012)                       | Steven Moffat   | Daleks, Humains                                                                                | Oswin Oswald                                                 | 1                    |
| Siluria           | Des dinosaures dans l’espace (2012)             | Toby Whithouse  | Dinosaures terriens                                                                            | Dinosaures terriens                                          | 1                    |
| Kahler            | La Ville de la miséricorde (2012)               | Toby Whithouse  | Kahlers                                                                                        | Kahler-Jex, Kahler-Mas, Kahler-Tek                           | 1                    |
| Akhaten           | Les Anneaux d'Akhaten (2013)                    | Neil Cross (en) | Panbabyloniens, Lugal-Irra-Kush, Lucaniens, Hooloovoos, Terrabersekers de Kodion, Ultramancers | La Reine des Âges Merry, Grand-Père                          | 1                    |
| Hedgewick         | Le Cyberplanificateur (2013)                    | Neil Gaiman     | Cybermen, Humains                                                                              | Empereur Ludens Nimrod XLI (Porridge), le Cyberplanificateur | 1                    |
| Caspartine        | Le Cyberplanificateur (2013)                    | Neil Gaiman     | inconnu                                                                                        | inconnu                                                      |                      |

## Douzième Docteur
| Nom de la planète          | Première apparition/mention         | Scénariste                     | Espèces trouvables                                   | Habitants notables                                  | Nombre d'apparitions |
| -------------------------- | ----------------------------------- | ------------------------------ | ---------------------------------------------------- | --------------------------------------------------- | -------------------- |
| Obsidienne                 | La Momie de l'Orient-Express (2015) | Jamie Mathieson                | inconnu                                              | inconnu                                             | 1                    |
| Thedion IV                 | La Momie de l'Orient-Express (2015) | Jamie Mathieson                | inconnu                                              | inconnu                                             | 1                    |
| Velos                      | La Fin d'une vie (2015)             | Jamie Mathieson, Steven Moffat | Velosiens                                            | inconnu                                             | 1                    |
| Delta Leonis               | Une vie sans fin (2015)             | Catherine Tregenna             | Léoniens                                             | Leandro                                             | 1                    |
| Neptune et Triton, sa lune | Dans les bras de Morphée (2015)     | Mark Gatiss                    | Humains, Hommes de sable (sur la station Le Verrier) | Dr Rassmussen (sur la station Le Verrier)           | 1                    |
| Mendorax Dellora           | Les Maris de River Song (2015)      | Steven Moffat                  | Humains                                              | Hydroflax, River Song, Nardole, Ramone              | 2                    |
| Darillium                  | Les Maris de River Song (2015)      | Steven Moffat                  | Humains                                              | Hydroflax, River Song, Nardole, Ramone              | 1                    |
| Mars                       | L'Impératrice de Mars (2017)        | Mark Gatiss                    | Guerriers de Glace                                   | Impératrice Iraxa, Grand Maréchal Skaldak, Vendredi | 2                    |
| Villengard                 | Il était deux fois (2017)           | Steven Moffat                  | Daleks                                               | Rusty                                               | 1                    |

## Treizième Docteur
| Nom de la planète                   | Première apparition/mention               | Scénariste                   | Espèces trouvables              | Habitants notables                      | Nombre d'apparitions |
| ----------------------------------- | ----------------------------------------- | ---------------------------- | ------------------------------- | --------------------------------------- | -------------------- |
| Désolation                          | Le Monument fantôme (2018)                | Chris Chibnall               | Humains, Stenzas (anciennement) | Snipers Stenzas                         | 1                    |
| Moxtur                              | Le Monument fantôme (2018)                | Chris Chibnall               | Humains                         | Epzo                                    | 1                    |
| Albar                               | Le Monument fantôme (2018)                | Chris Chibnall               | Humains                         | Angstrom                                | 1                    |
| Althus                              | Le Monument fantôme (2018)                | Chris Chibnall               | inconnu                         | inconnu                                 | 1                    |
| Seffilun 27                         | Le Casse-tête de Tsuranga (2018)          | Chris Chibnall               | inhabitées                      | inhabitées                              | 1                    |
| Seffilun 59                         | Le Casse-tête de Tsuranga (2018)          | Chris Chibnall               | inhabitées                      | inhabitées                              | 1                    |
| Kinstarno                           | Le Casse-tête de Tsuranga (2018)          | Chris Chibnall               | inconnu                         | inconnu                                 | 1                    |
| Keeba Central                       | Le Casse-tête de Tsuranga (2018)          | Chris Chibnall               | Keebans                         | générale Ève Cicero, ing. Durkas Cicero | 1                    |
| Ayon                                | Le Casse-tête de Tsuranga (2018)          | Chris Chibnall               | Ayoniens                        | inconnu                                 | 1                    |
| Thijar                              | Les Démons du Pendjab (2018)              | Vinay Patel                  | Thijariens                      | inconnu                                 | 1                    |
| Kandoka et Kerblam!, sa lune        | Kerblam ! (2018)                          | Pete McTighe (en)            | Humains, Robots-Kerblam!        | Judy Maddox, Jarva Slade                | 1                    |
| Dimension Solitract et son Antizone | De l'autre côté (2018)                    | Ed Hime                      | Mites carnivores, Humains       | Solitract                               | 1                    |
| Ranskoor av Kolos                   | La Bataille de Ranskoor Av Kolos (2018)   | Jamie Childs (en)            | Ux                              | Tzim-Sha, Delph, Andinio                | 1                    |
| Orpheline 55 (la Terre)             | Orphan 55 (2020)                          | Ed Hime                      | Dregs, Humains                  | Kane, Vorm, Hyph3n                      | 1                    |
| Thassor                             | La Nuit de terreur de Nikola Tesla (2020) | Nina Métivier                | Thassors                        | inconnu                                 | 1                    |
| Klendov                             | La Nuit de terreur de Nikola Tesla (2020) | Nina Métivier                | Klendoviens                     | inconnu                                 | 1                    |
| Dullir                              | La Nuit de terreur de Nikola Tesla (2020) | Nina Métivier                | Dulliriens                      | inconnu                                 | 1                    |
| Ibiza I3                            | Le Contrat des Judoons (2020)             | Vinay Patel & Chris Chibnall | inconnu                         | inconnu                                 |                      |